# Titanbock

Titanus giganteus

Titanbock (Titanus giganteus) är en av världens största skalbaggar och påträffas i regnskogarna i norra Sydamerika. Den kan nå en längd på mer än 16 cm (antenner ej medräknade). Arten tillhör familjen långhorningar och väldigt lite är känt om hur den lever. Den längsta titanbock som hittats hade en kroppslängd på 17 cm. 